# Ângela Dutra de Menezes
Ângela Dutra de Menezes (Río de Janeiro, 1946) es una escritora y periodista brasileña.

## Carrera
Su primera novela, Mil anos menos cinqüenta (publicada en 1995), narra la historia de una familia, a lo largo de diez siglos de civilización (migran desde Portugal hacia el Brasil). Forma parte del comienzo de la corriente de novela histórica moderna, trabajada en un lenguaje colorido y rico en matices.
Con un estilo similar al de Luiz Antonio de Assis Brasil y Tabajara Ruas, su obra repiensa y crítica a la historia. Su segunda novela, Santa Sofia (de 1997), se desarrolla en el Minas Gerais del siglo XIX.
Sus libros más recientes son O avesso do retrato (1999), novela ambientada en Río de Janeiro, que explora la dualidad del carácter humano, y O português que nos pariu (2000).
Como periodista, trabajó en el diario O Globo, la revista Veja y la Enciclopedia Encarta.                            Como gran defensora de la política de derecha del presidente Jair Bolsonaro, expresó su opinión conservadora en el sitio web de Anna Ramalho.

## Obra
Sus obras son novelas:
- 1995 Mil anos menos cinqüenta.
- 1997 Santa Sofia.
- 1999 O avesso do retrato.
- 2000 O português que nos pariu - uma viagem ao mundo de nossos antepassados.
- 2001 Livro do apocalipse segundo uma testemunha.
- 2008 A tecelã de sonhos.

Su primer libro fue traducido al español.

## Premios
- 1995 Premio de autor revelación en la Bienal del libro, por Mil anos menos cinqüenta.[2]